# クラニタ丘の戦い
クラニタ丘の戦いはピュロス戦争中の紀元前277年に発生した戦い。サムニウム人はエペイロス王ピュロスと同盟を結び、サムニウム戦争の敗北で失った独立を回復しようとしていた。しかし、ピュロスは紀元前278年にシケリアに去ったため、サムニウムは単独でローマと戦うこととなった。

## 戦闘
紀元前277年、執政官プウリウス・コルネリウス・ルフィヌス（en）とガイウス・ユニウス・ブブルクス・ブルトゥスはサムニウムに侵攻し、途中通った郊外を破壊し、放棄された砦をいくつか占領した。サムニウム軍はクラニタと呼ばれる丘陵地帯に撤退した。そこにはサムニウム人が「宝」と考えていた大量のセイヨウサンシュユが貯えられていた。困難な地形であったにもかかわらず、ローマ軍は丘を攻め上ってきた。しかし多数の潅木と傾斜のために、ローマ軍はサムニウム軍の攻撃の餌食となってしまい、多くの戦死者と捕虜を出した。
クラニタ丘での敗北後、両執政官は互いに相手の失態を非難し、その後協力して戦うことは無かった。ユニウスはサムニウム領の略奪を続け、ルフィヌスはルカニア人（en）とブルッティア人（en）を攻撃し、クロトン（現在のクロトーネ）を占領した。

## 参考資料
- Dio, Cassius. Historia Romana